# Marktl
Marktl vagy Marktl am Inn falu Németországban, Bajorország tartományban, az osztrák határhoz közel. Történelmi mezőváros. 

## Nevének jelentése
Neve kis piacot jelent.

## Története
Marktl a 13. században, a Leonbergi grófok hatalmi bázisaként jött létre.
1297-ben épült az első temploma, melyet Szent Oswald tiszteletére szenteltek fel. A templom a stammhami egyházmegyén belül épült; a templomot III. Berengar, Leonberg grófja támogatta, és Albert chiemsee-i püspök szentelte fel.
1422-ben XVI. Henrik bajor herceg piaci kiváltságokat adott a városnak, majd 1477-ben Gazdag Lajos herceg címert adományozott Marktl polgárainak. A címeren a hajózási és kereskedelmi szimbólumként egy hajóhorog és egy kapanyél látható.
V. Albert herceg 1577-ben engedélyezte,hogy a marktli filiális templomba papot rendeljenek, majd 1697-ben Max Emanuel herceg engedélyezte Marktlban az első híd építését az Inn folyó felett. 
1701 - Villám csapott a Szent Oswald-templom tornyába, melynek következtében az egész piac elhamvadt.
1851 - Marktl, amely eddig csak Stammham plébániájának fiókplébániája volt, önálló plébániává vált.

## Híres emberek
- Híres szülötte XVI. Benedek pápa.

## Fordítás
- Ez a szócikk részben vagy egészben  a   Marktl című német Wikipédia-szócikk fordításán alapul.  Az eredeti cikk szerkesztőit annak laptörténete sorolja fel. Ez a jelzés csupán a megfogalmazás eredetét és a szerzői jogokat jelzi, nem szolgál a cikkben szereplő információk forrásmegjelöléseként.